# Гнамманку, Дьёдонне
Дьёдонне Гнамманку (фр. Dieudonné Gnammankou; род. 1963) ― бенинский историк, филолог-славист и переводчик.
Родился в 1963 году в Бенине. Уехал на учёбу в СССР и окончил Университет дружбы народов имени Патриса Лумумбы в Москве.
Является исследователем в области африканистики и истории африканской диаспоры.
В 1996 году опубликовал новаторскую биографию российского государственного и военного деятеля Абрама Петровича Ганнибала (годом ранее опубликовал статью на эту же тему, которая вызвала большой резонанс в российских академических кругах). Русский перевод данного труда в 1999 году под названием «Абрам Ганнибал: Чёрный предок Пушкина» совпал с двухсотлетним юбилеем со дня рождения писателя Александра Сергеевича Пушкина, правнука Ганнибала. Исследования Дьёдонне Гнамманку, а также его британского коллеги Хью Барнса позволили высказать гипотезу, что Ганнибал родился в городе Логон-Бирни в Центральной Африке, в районе, граничащем с озером Чад и в настоящее время являющемся территорией Камеруна. В своём труде Гнамманку утверждает, что принц народа котоко Ганнибал родился в 1696 году и был похищен в возрасте семи лет арабскими работорговцами на юге Ливии, отвезён в Триполитанию и продан османам. Он попал ко двору турецкого султана и был им подарен русскому царю.
Является президентом Центра Дюма — Пушкина африканской диаспоры и культуры (Centre Dumas-Pouchkine des Diasporas et Cultures Africaines). Выступает с лекциями по африканской культуре и истории в различных европейских университетах.

## Основные труды
- The African Diaspora in Europe" // Encyclopedia of Diasporas (неопр.). — New York: Kluwer Academic / Plenum Publishers.
- Mon voyage en Russie et en Sibérie // Caravanes : Littératures à découvrir (неопр.). — Paris: Phébus, 2003. (Original in Swahili 1896)
- Hanibal, Abraham. L'aieul noir de Pouchkine (неопр.). — Présence africaine.

### На русском языке
- Абрам Ганнибал: Чёрный предок Пушкина. «Молодая гвардия», серия ЖЗЛ, 1999 г.